# Tessa Duder
Tessa Duder (n. 1940, Auckland - ) este o scriitoare neozeelandeză.